# Heinrich Klebahn
Heinrich Klebahn, född 20 februari 1859, död 5 oktober 1942, var en tysk botaniker.
Heinrich Klebahn blev filosofie doktor i Jena 1884, assistent vid botaniska trädgården i Hamburg 1902 och erhöll professors titel 1921. Klebahn undersökte rostsvamparnas biologi, tog ställning till mykoplasmateorin och klargjorde flera ofullständigt kända svampars utveckling. Han utgav Die wirtswechselnden Rostpilze (1904), Haupt- und Nebenfruchtformen der Askomyzeten, 1 (1918) och Methoden der Pilzinfektion (i Handbuch der biologischen Arbeitsmethoden, avdelning 11, del 1, 1924)